# Frank Miller
Frank Miller (Olney, Maryland, 27 de gener de 1957) és un comicaire i cineasta estatunidenc. Casat fins a l'any 2005 amb la colorista de còmic i il·lustradora Lynn Varley, ha guanyat diversos premis Eisner, Kirby i Harvey, i en 2015 va ser introduït al saló de la fama del còmic.

## Biografia

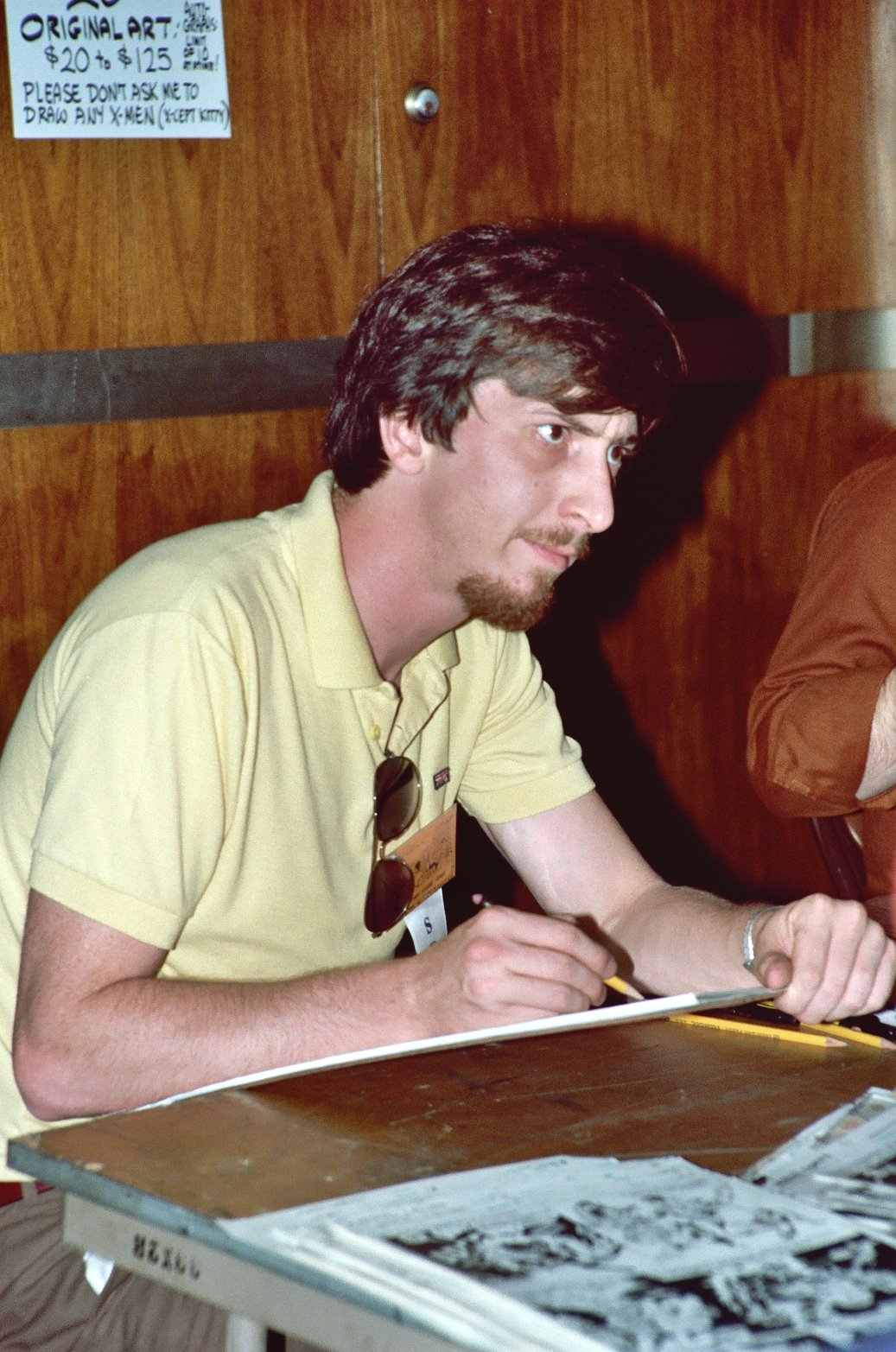
Frank Miller (1982).

Va realitzar el seu primer treball per a l'editorial Marvel Comics el 1979 a Spectacular Spiderman, en un crossover amb Daredevil. Però es va donar a conèixer com a jove promesa en la sèrie Daredevil, també per Marvel Comics, en 1979, que en aquell moment tenia poques vendes, i deu números després, Roger McKenzie va deixar la sèrie, deixant-lo amb el control creatiu. Poc després, realitzava per a l'editorial DC Comics, Ronin, la història d'un samurai sense amo en un futur postapocalíptic, obra on va mostrar una evolució gràfica influenciada tant per alguns artistes europeus com alguns clàssics del còmic japonès.
Amb influències de Fritz Lang, Orson Welles i Will Eisner, a diferència de la tendència dels còmics de l'època, en què l'acció amb caixes de text que descriuen la trama, les històries de Miller usaven un to més visual i cinematogràfic.
El 1986 va retornar a la sèrie Daredevil, guionizant la saga Daredevil: Born Again, i comptant en aquesta ocasió amb l'excel·lent David Mazzucchelli a la part gràfica. En aquesta saga, Miller utilitza la iconografia catòlica com a metàfora per explicar la caiguda i posterior "resurrecció" del personatge. A nivell formal, condensa tota l'experiència acumulada fins a la data demostrant la seva perícia narrativa amb un precís control del ritme i els temps del còmic, i basant-se en uns diàlegs i una prosa secs, austers i precisos.
Després de l'èxit del seu treball The Dark Knight Returns, de 1986 per a DC Comics, que juntament amb el contemporani Watchmen de Alan Moore i Dave Gibbons van significsr un canvi en la concepció dels còmics de superherois, donant-los un enfocament més adult, i en 1987 se li va encarregar una història sobre els inicis de Batman, que va esdevenir Batman: Year One, de nou amb la col·laboració de David Mazzucchelli, i que es va convertir instantàniament en un dels clàssics del còmic.
Entre 1991 va publicar Sin City, una sèrie de còmics neo-noir publicada per Dark Horse Comics que es va adaptar al cinema, i en 1998 va realitzar 300, una petita novel·la gràfica que relata la batalla de les Termòpiles des del punt de vista espartà. És un còmic que va cridar l'atenció sobretot per l'excel·lent color i per la decisió de Miller d'editar en format apaïsat.

## Obra

### DC Comics
- Weird War Tales (a):
  - "Deliver Me from D-Day" (amb Wyatt Gwyon, a #64, 1978)
  - "The Greatest Story Never Told" (amb Paul Kupperberg, a #68, 1978)
  - "The Day After Doomsday" (amb Roger McKenzie, a #68, 1978)
- Unknown Soldier #219: "The Edge of History" (a, with Elliot S. Maggin, 1978)
- Batman:
  - Batman: The Greatest Stories Ever Told Volume 1 (tpb, 192 pages, 2005, ISBN 1-4012-0444-9) recull:
    - DC Special Series #21: "Wanted: Santa Claus—Dead or Alive!" (a, amb Dennis O'Neil, 1979)

  - Absolute Dark Knight (hc, 512 pages, 2006, ISBN 1-4012-1079-1):
    - Batman: The Dark Knight Returns #1-4 (w/a, 1986)
    - Batman: The Dark Knight Strikes Again #1-3 (w/a, 2001)

  - Batman: Year One (hc, 144 pages, 2005, ISBN 1-4012-0690-5; tpb, 2007, ISBN 1-4012-0752-9) recull:
    - Batman #404-407 (w, amb David Mazzucchelli, 1987)

  - All-Star Batman and Robin the Boy Wonder #1-10 (w,amb Jim Lee, 2005–2008)
    - Issues #1-9 recollit al Volum 1 (hc, 240 pàgs, 2008, ISBN 1-4012-1681-1; tpb, 2009, ISBN 1-4012-2008-8)
    - Dark Knight: Boy Wonder #1-6 (w, amb Jim Lee, on hiatus)[10]
- Ronin #1-6 (w/a, 1983) recollits en Ronin (tpb, 302 pages, 1987, ISBN 0-446-38674-X; hc, 328 pàgs, 2008, ISBN 1-4012-1908-X)
- Superman #400: "The Living Legends of Superman" (a, amb Elliot S. Maggin, amb altres artistes, 1984)
- Fanboy #5 (a, amb Mark Evanier, amb altres artistes, 1999) recollit en Fanboy (tpb, 144 pàgs, 2001, ISBN 1-56389-724-5)
- Superman and Batman: World's Funnest: "Last Imp Standing!" (a, with Evan Dorkin, amb altres artistes, one-shot, 2000)
- Orion #3: "Tales of the New Gods: Nativity" (a, with Walt Simonson, 2000) recollit en O: The Gates of Apokolips (tpb, 144 pàgs, 2001, ISBN 1-56389-778-4)

### Marvel Comics
- John Carter, Warlord of Mars #18: "Meanwhile, Back in Helium!" (a, amb Chris Claremont, 1978) recollit en Edgar Rice Burroughs' John Carter, Warlord of Mars (tpb, 632 pages, Dark Horse, 2011, ISBN 1-59582-692-0) i John Carter, Warlord of Mars Omnibus (hc, 624 pages, 2012, ISBN 0-7851-5990-8)
- The Complete Frank Miller Spider-Man (hc, 208 pages, 2002, ISBN 0-7851-0899-8) recollits:
  - The Spectacular Spider-Man #27-28 (a, amb Bill Mantlo, 1979)
  - The Amazing Spider-Man Annual #14-15 (a, amb Dennis O'Neil, 1980–1981)
  - Marvel Team-Up:
    - "Introducing: Karma!" (w/a, with Chris Claremont, a #100, 1980)
    - "Power Play!" (w, with Herb Trimpe, in Annual #4, 1981)
- Marvel Two-in-One #51: "Full House--Dragons High!" (a, amb Peter Gillis, 1979) recollit a Essential Marvel Two-in-One Volume 2 (tpb, 568 pages, 2007, ISBN 0-7851-2698-8)
- Daredevil:
  - Daredevil by Frank Miller & Klaus Janson Omnibus (hc, 840 pàgs, 2007, ISBN 0-7851-2343-1) recollits:
    - "A Grave Mistake" (a, amb Roger McKenzie, en #158, 1979)
    - "Marked for Death" (a, amb Roger McKenzie, en #159-161, 1979–1980)
    - "Blind Alley" (a, amb Roger McKenzie, en #163, 1980)
    - "Exposé" (a, amb Roger McKenzie, en #164, 1980)
    - "Arms of the Octopus" (w/a, amb Roger McKenzie, en #165, 1980)
    - "Till Death Do Us Part!" (w/a, amb Roger McKenzie, en #166, 1980)
    - "...The Mauler!" (a, amb David Michelinie, en #167, 1980)
    - "Elektra" (w/a, en #168, 1981)
    - "Devils" (w/a, en #169, 1980)
    - "Gangwars" (w/a, en #170-172, 1981)
    - "The Assassination of Matt Murdock" (w/a, en #173-175, 1981)
    - "Hunters" (w/a, en #176-177, 1981)
    - "Paper Chase" (w/a, en #178-180, 1982)
    - "Last Hand" (w/a, en #181-182, 1982)
    - "Child's Play" (w/a, amb Roger McKenzie, en #183-184, 1982)
    - "Guts & Stilts" (w, with Klaus Janson, en #185-186, 1982)
    - "Widow's Bite" (w, with Klaus Janson, en #187-190, 1982–1983)
    - "Roulette" (w/a, en #191, 1983)

  - Daredevil by Frank Miller & Klaus Janson Omnibus Companion (hc, 608 pages, 2008, ISBN 0-7851-2676-7) incloses:
    - "Badlands" (w, amb John Buscema, en #219, 1985)
    - "Warriors" (w, amb Dennis O'Neil i David Mazzucchelli, en #226, 1986)
    - "Born Again" (w, amb David Mazzucchelli, en #227-233, 1986)
    - Daredevil: Love and War (w, amb Bill Sienkiewicz, graphic novel, tpb, 64 pàgs, 1986, ISBN 0-87135-172-2)
    - Daredevil: The Man Without Fear #1-5 (w, amb John Romita, Jr., 1993)

  - Elektra by Frank Miller & Bill Sienkiewicz Omnibus (hc, 384 pages, 2008, ISBN 0-7851-2777-1) recollits:
    - "Untitled" (w/a, en Bizarre Adventures #28, 1981)
    - "What If Bullseye Had Not Killed Elektra?" (w/a, en What If? #35, 1982)
    - Elektra: Assassin #1-8 (w, amb Bill Sienkiewicz, 1986–1987)
    - Elektra Lives Again (w/a, novel·la gràfica, hc, 80 pàgs, 1991, ISBN 0-7851-0890-4)
- Marvel Spotlight #8: "Planet Where Time Stood Still!" (a, amb Mike W. Barr i Dick Riley, 1980)
- Marvel Preview #23: "Final Warning" (a, amb Lynn Graeme, 1980)
- Power Man and Iron Fist #76: "Death Scream of the Warhawk!" (a, amb Chris Claremont i Mike W. Barr, 1981)
- Bizarre Adventures #31: "The Philistine" (a, amb Dennis O'Neil, 1982)
- Fantastic Four Roast (a, amb Fred Hembeck, amb altres artistes, one-shot, 1982)
- What If? #34: "What If Daredevil Were Deaf Instead of Blind?" (w/a, 1982)
- Wolverine #1-4 (a, with Chris Claremont, 1982) recollits amb Wolverine (hc, 144 pàgs, 2007, ISBN 0-7851-2572-8; tpb, 2009, ISBN 0-7851-3724-6)
- Incredible Hulk Annual #11: "Unus Unchained" (a, amb Mary Jo Duffy, 1981)
- Marvel Fanfare #18: "Home Fires!" (a, amb Roger Stern, 1984)
- Sensational She-Hulk #50: "He's Dead?!" (a, amb John Byrne, amb altres artistes, 1993)

### Dark Horse Comics
- The Life and Times of Martha Washington in the Twenty-First Century (hc, 600 pàgs, 2009, ISBN 1-59307-654-1) recollits:
  - Give Me Liberty #1-4 (w, amb Dave Gibbons, 1990–1991) també recollit en Give Me Liberty (tpb, 216 pàgs, 1992, ISBN 0-440-50446-5)
  - Martha Washington Goes to War #1-5 (w, amb Dave Gibbons, 1994) també recollit en MWGTW (tpb, 144 pàgs, 1996, ISBN 1-56971-090-2)
  - Happy Birthday, Martha Washington (w, amb Dave Gibbons, one-shot, 1995)
  - Martha Washington Stranded in Space (w, amb Dave Gibbons, one-shot, 1995)
  - Martha Washington Saves the World #1-3 (w, amb Dave Gibbons, 1997–1998) també recollit amb MWSTW (tpb, 112 pàgs, 1999, ISBN 1-56971-384-7)
  - Martha Washington Dies: "2095" (w, amb Dave Gibbons, one-shot, 2007)
- Hard Boiled #1-3 (w, amb Geof Darrow, 1990–1992) recollit en Hard Boiled (tpb, 128 pàgs, 1993, ISBN 1-878574-58-2)
- Sin City (w/a):
  - Sin City (tpb, 208 pàgs, 1993, ISBN 1-878574-59-0) recollit:
    - "Episode 1" (en Dark Horse Presents 5th Anniversary Special, 1991)
    - "Episodes 2-13" (en Dark Horse Presents #51-62, 1991–1992)

  - A Dame to Kill for (tpb, 208 pàgs, 1994, ISBN 1-878574-59-0) recollit:
    - A Dame to Kill for #1-6 (1993–1994)

  - The Big Fat Kill (tpb, 184 pàgs, 1996, ISBN 1-56971-171-2) recollit:
    - The Big Fat Kill #1-5 (1994–1995)

  - That Yellow Bastard (tpb, 240 pàgs, 1997, ISBN 1-56971-225-5) recollit:
    - That Yellow Bastard #1-6 (1996)

  - Family Values (novel·la gràfica, tpb, 128 pàgs, 1997, ISBN 1-56971-313-8)
  - Booze, Broads, & Bullets (tpb, 160 pàgs, 1998, ISBN 1-56971-366-9) recollit:
    - "Just Another Saturday Night" (en Sin City #1/2, 1997)
    - "Fat Man and Little Boy" (en San Diego Comic Con Comics #4, 1995)
    - "The Customer is Always Right" (en San Diego Comic Con Comics #2, 1992)
    - Silent Night (one-shot, 1995)
    - "And Behind Door Number Three?" (en The Babe Wore Red and Other Stories one-shot, 1994)
    - "Blue Eyes" (en Lost, Lonely, & Lethal one-shot, 1996)
    - "Rats" (en Lost, Lonely, & Lethal one-shot, 1996)
    - "Daddy's Little Girl" (en A Decade of Dark Horse #1, 1996)
    - Sex & Violence (one-shot, 1997)
    - "The Babe Wore Red" (en The Babe Wore Red and Other Stories one-shot, 1994)

  - Hell and Back (tpb, 312 pages, 2001, ISBN 1-56971-481-9) collects:
    - Hell and Back, a Sin City Love Story #1-9 (1999–2000)
- RoboCop Versus The Terminator #1-4 (w, amb Walt Simonson, 1992)
- Madman Comics #6-7 (w, with Mike Allred, 1995) recollit en Madman Volume 2 (tpb, 456 pàgs, 2007, ISBN 1-58240-811-4)
- The Big Guy and Rusty the Boy Robot #1-2 (w, with Geof Darrow, 1995) recollit en TBG and RtBR (tpb, 80 pages, 1996, ISBN 1-56971-201-8)
- Dark Horse Presents (w/a):
  - "Lance Blastoff!" (en #100-1, 1995)
  - "Lance Blastoff, America's Favourite Hero!" (en #114, 1996)
- 300 #1-5 (w/a, 1998) recollit en 300 (hc, 88 pages, 2000, ISBN 1-56971-402-9; tpb, 2002)
- Dark Horse Maverick 2000: "Mercy!" (w/a, anthology one-shot, 2000)
- 9-11 Volume 1: "Untitled" (w/a, novel·la gràfica, tpb, 196 pàgs, 2002, ISBN 1-56389-881-0)
- Dark Horse Maverick: Happy Endings: "The End" (w/a, antologia novel·la gràfica, tpb, 96 pàgs, 2002, ISBN 1-56971-820-2)
- Autobiografix: "Man with Pen in Head" (w/a, antologia novel·la gràfica, tpb, 104 pàgs, 2003, ISBN 1-59307-038-1)
- Usagi Yojimbo #100 (w/a, 2009) collected in UY: Bridge of Tears (hc, 248 pàgs, 2009, ISBN 1-59582-297-6; tpb, 2009, ISBN 1-59582-298-4)

### Altres publicacions
- Twilight Zone (a, Gold Key Comics):
  - "Mike Royal Feast" (amb escriptors fora dels crèdits, en #84, 1978)
  - "Endless Cloud" (amb escriptors fora dels crèdits, en #85, 1978)
- Ms. Tree #1-4: "Frank Miller's Famous Detective Pin-Up" (w/a, Eclipse, 1983)
- Strip AIDS U.S.A.: "Robohomophobe!" (w/a, antologia novel·la gràfica, tpb, 140 pàgs, Last Gasp, 1988, ISBN 0-86719-373-5)
- AARGH! #1: "The Future of Law Enforcement" (w/a, Mad Love, 1988)
- Spawn (w, Image):
  - "Home Story" (amb Todd McFarlane, en #11, 1993) recollit en Spawn: Dark Discoveries (tpb, 120 pages, 1997, ISBN 1-887279-18-0)
  - Spawn/Batman (amb Todd McFarlane, one-shot, 1994)
- Bad Boy (w, amb Simon Bisley, Oni Press, one-shot, 1997)
- Holy Terror (w/a, novel·la gràfica, hc, 120 pàgs, Legendary Comics, 2011, ISBN 1-937278-00-X)

### Treball de coberta
- Marvel Premiere #49, 53-54, 58 (Marvel, 1979–1981)
- Marvel Spotlight #2, 5, 7 (Marvel, 1979–1980)
- Uncanny X-Men Annual #3 (Marvel, 1979)
- Marvel Super Special #14 (Marvel, 1979)
- ROM Spaceknight #1, 3, 17-18 (Marvel, 1979–1981)
- The Avengers #193 (Marvel, 1980)
- Captain America #241, 245, 255, Annual #5 (Marvel, 1980–1981)
- The Amazing Spider-Man #203, 218-219 (Marvel, 1980–1981)
- Marvel Team-Up #95, 99, 102, 106, Annual #3 (Marvel, 1980–1981)
- Star Trek #5, 10 (Marvel, 1980–1981)
- The Spectacular Spider-Man #46, 48, 50-52, 54-57, 60 (Marvel, 1980–1981)
- Spider-Woman #31-32 (Marvel, 1980)
- Power Man and Iron Fist #66, 68, 70-74 (Marvel, 1980–1981)
- Machine Man #19 (Marvel, 1981)
- Doctor Strange #46 (Marvel, 1981)
- La guerra de les galàxies #47 (Marvel, 1981)
- The Incredible Hulk #258, 261, 264, 268 (Marvel, 1981–1982)
- Micronauts #31 (Marvel, 1981)
- Moon Knight #9, 12, 15, 27 (Marvel, 1981)
- What If? #27 (Marvel, 1981)
- Ghost Rider #59 (Marvel, 1981)
- Amazing Heroes #4, 25, 69 (Fantagraphics Books, 1981–1985)
- Marvel Fanfare #1 (Marvel, 1982)
- World's Finest Comics #285 (DC Comics, 1982)
- Wonder Woman #298 (DC Comics, 1982)
- Spider-Man and Daredevil Special Edition (Marvel, 1984)
- The New Adventures of Superboy #51 (cover, 1984)
- Batman and the Outsiders Annual #1 (cover, 1984)
- Destroyer Duck #7 (Eclipse, 1984)
- Superman: The Secret Years #1-4 (DC Comics, 1985)
- 'Mazing Man #12 (DC Comics, 1986)
- Anything Goes! #2 (Fantagraphics Books, 1986)
- Lone Wolf and Cub #1-12 (First Comics, 1987–1988)
- Death Rattle #18 (Kitchen Sink, 1988)
- Eternal Warrior #1 (Valiant, 1992)
- Archer & Armstrong #1 (Valiant, 1992)
- Magnus, Robot Fighter #15 (Valiant, 1992)
- X-O Manowar #7 (Valiant, 1992)
- Shadowman #4 (Valiant, 1992)
- Rai #6 (Valiant, 1992)
- Harbinger #8 (Valiant, 1992)
- Solar, Man of the Atom #12 (Valiant, 1992)
- Comics' Greatest World: Arcadia #1 (Dark Horse, 1993)
- John Byrne's Next Men #17 (Dark Horse, 1993)
- Marvel Age #127 (Marvel, 1993)
- Comics' Greatest World: Vortex #4 (Dark Horse, 1993)
- Zorro #1 (Topps, 1993)
- X: One Shot to the Head #4 (Dark Horse, 1994)
- Medal of Honor #4 (Dark Horse, 1995)
- Mickey Spillane's Mike Danger #1 (Tekno Comix, 1995)
- Prophet #2 (Extreme Studios, 1995)
- X #18-22 (Dark Horse, 1995–1996)
- G.I. Joe #1 (Dark Horse, 1995)
- Batman: Black and White #2 (DC Comics, 1996)
- Dark Horse Presents #115 (Dark Horse, 1996)
- Heavy Metal #183 (HM Communications, 1999)
- Bone #38 (Cartoon Books, 2000)
- Spawn #100 (Image, 2000)
- Green Lantern/Superman: Legend of the Green Flame #1 (DC Comics, 2000)
- Dark Horse Maverick 2001 (Dark Horse, 2001)
- The Escapists #1 (Dark Horse, 2006)
- Jurassic Park #1 (IDW Publishing, 2010)
- Dark Horse Presents #1 (Dark Horse, 2011)
- The Creep #0 (Dark Horse, 2012)
- Detective Comics vol. 2, #27 (variant) (DC Comics, 2014)

## Premis i nominacions

### Premis
- 1987: Premi Haxtur al "Millor Guió" per "El Retorn del Sr de la Nit" al Saló Internacional del Còmic del Principat d'Astúries
- 1987: Premi Haxtur a la "Millor Història Llarga" per "El Retorn del Sr de la Nit"

### Nominacions
- 1993: Premi Haxtur al "Millor Guió" per "Sin City/Cimoc 134/148
- 1993: Premi Haxtur a la "Millor Història Llarga" per "Sin City/Cimoc 134/148"
- 1994: Premi Haxtur a la "Millor Portada" per "Sin City/Moriria per ella #3"
- 2005: Palma d'Or per Sin City